# Риг
Риг (англ. rig — оснастка, приспособление, упряжка) — термин в компьютерной анимации, который описывает набор зависимостей между управляющими и управляемыми элементами, созданный таким образом, чтобы управляющих элементов было меньше, чем управляемых. Назначение — упростить манипуляцию большим количеством объектов.
Самый распространённый риг — скелет, привязка вершин к жёстким объектам (костям) и шарнирам (суставам).

## Пример использования рига
В трёхмерной анимации различные персонажи — это зачастую полигональные объекты, состоящие из так называемых полигонов (многоугольников), у каждого из которых есть вершины, называемые вертексами (англ. vertex). Чтобы, например, согнуть руку персонажу, нужно передвинуть вертексы руки в определённое место, но сделать это так, чтобы между начальным и конечным положением они переместились по определённой траектории, создавая ощущение вращения вокруг анатомического сустава. Для этого используются кости (англ. bone — см. Скелетная анимация). В редакторе трёхмерной графики Maya они называются суставами или сочленениями (англ. joint). Они обычно имитируют повороты реальных костей, положение каждого вертекса зависит от положения определённых костей, причём на один вертекс может действовать сразу несколько из них. В одном персонаже в зависимости от сложности требуемых движений может быть от 20 до 100 и более костей и влиятелей (имеются в виду любые другие элементы, выполняющие роль, аналогичную костям, но находящиеся в другой категории и управляющиеся иначе).
Очевидно, что определить вручную в каждом кадре анимации все эти кости — довольно трудоёмкое занятие, которое нередко даёт крайне неудовлетворительный результат, поэтому в среде трёхмерной анимации существует понятие интерполяции положения анимированных объектов между ключевыми положениями. Но даже в этом случае управлять таким количеством костей достаточно сложно. Для этого создаются вспомогательные элементы, которые по определённым зависимостям управляют костями так, чтобы смещение, поворот или масштабирование этих вспомогательных элементов влияло сразу на группу костей и влиятелей, тем самым сокращая ручную ориентацию каждой кости в отдельности.